# Martin Tronsson
Martin Tronsson, född 25 augusti 1982, är en svensk musiker (basist) från Iggesund. Han har spelat med flera svenska band och artister som Perssons Pack, The Diamond Dogs, Hillström & Billy, Babylon bombs, Staffan Hellstrand och Moneybrother. Producerade under 2009-2010 Hillström & Billys album "Outtakes and remakes of Heartaches" tillsammans med Josef Zackrisson och Petter Hillström.